# Devipatan (divisie)

Ligging in Uttar Pradesh

Devipatan is een divisie binnen de Indiase deelstaat Uttar Pradesh. De divisie Devipatan bestaat uit de districten:
- Bahraich
- Balrampur
- Gonda
- Shravasti